# Рьолас
Рьола́с (фр. Riolas, окс. Riulàs) — коммуна во Франции, находится в регионе Юг — Пиренеи. Департамент — Верхняя Гаронна. Входит в состав кантона Л’Иль-ан-Додон. Округ коммуны — Сен-Годенс.
Код INSEE коммуны — 31456.

## География

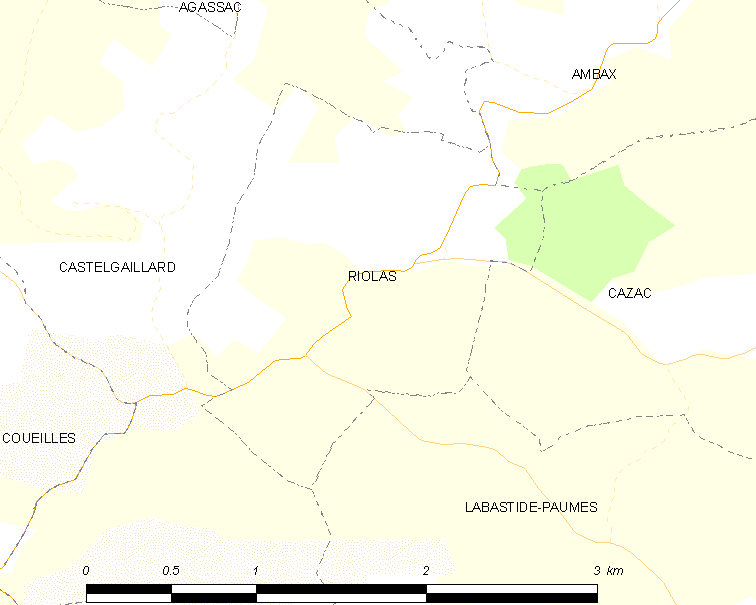
Карта коммуны

Коммуна расположена приблизительно в 630 км к югу от Парижа, в 55 км к юго-западу от Тулузы.

## Климат
Климат умеренно-океанический. Зима мягкая и снежная, весна характеризуется сильными дождями и грозами, лето сухое и жаркое, осень солнечная. Преобладают сильные юго-восточные и северо-западные ветры.

## Население
Население коммуны на 2010 год составляло 52 человека.
| 1962 | 1968 | 1975 | 1982 | 1990 | 1999 | 2010 |
| ---- | ---- | ---- | ---- | ---- | ---- | ---- |
| 64   | 63   | 41   | 36   | 31   | 42   | 52   |

## Экономика
В 2010 году среди 33 человек трудоспособного возраста (15—64 лет) 24 были экономически активными, 9 — неактивными (показатель активности — 72,7 %, в 1999 году было 81,8 %). Из 24 активных жителей работали 23 человека (15 мужчин и 8 женщин), безработной была 1 женщина. Среди 9 неактивных 1 человек был учеником или студентом, 6 — пенсионерами, 2 были неактивными по другим причинам.